# 布勒丁尼條約

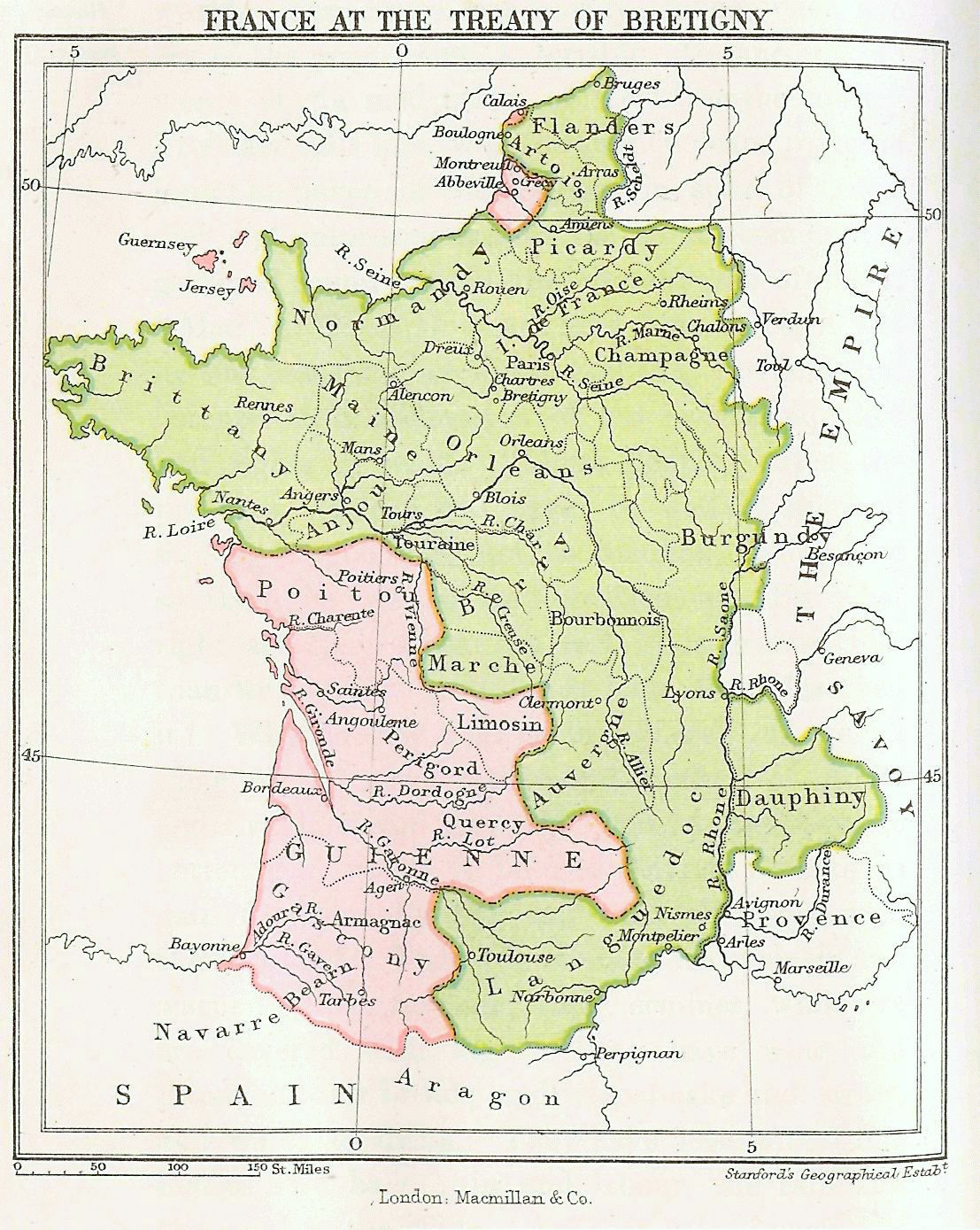
布勒丁尼條約後的法蘭西：綠色為法蘭西領土；粉色為英格蘭領土。

布勒丁尼條約（英語：Treaty of Brétigny，法語：Traité de Brétigny）是英法百年戰爭期間，由英王愛德華三世和法王約翰二世簽訂的重要條約，於1360年5月8日簽訂，並在同年10月24日批准。在後來被視為是百年戰爭第一階段的結束，也是英格蘭在歐陸影響力的巔峰。
本條約得名於簽訂地布勒丁尼，為沙特爾附近的村庄，在10月24日被批准後亦被稱為加萊條約。

## 背景
本條約在普瓦捷戰役法軍慘敗，國王淪為戰俘的四年後簽訂。隨後王太子（未來的查理五世）和巴黎市長埃蒂安·馬塞爾的政爭，以及札克雷農民暴動的發生都減弱了法蘭西談判的能力。
英格蘭原定在前一年迫使法王簽訂倫敦條約未遂導致戰爭再起，英格蘭想避免退讓盡可能勒索法蘭西，這讓談判難以進行，雙方由四月初開始討論條文，到簽訂花了一個多月。

## 條文

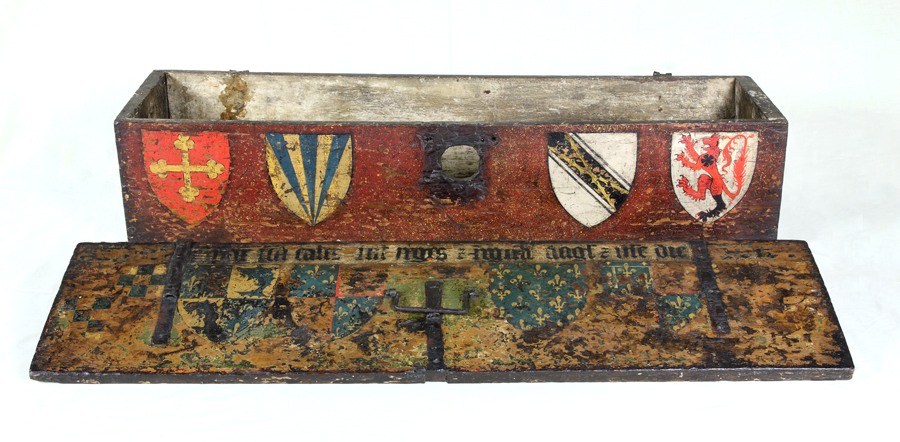
加萊條約方盒，收藏於英國國家檔案館。

依據條約，愛德華三世獲得吉耶讷、加斯科涅、普瓦圖、桑通日、歐尼斯、阿日奈、佩里戈爾、利穆贊、凱爾西、比戈爾、戈雷伯爵、昂古穆瓦、鲁埃格、蒙特勒伊、蓬蒂厄、加萊、桑加特、阿姆、以及吉訥伯爵。
英格蘭國王無條件擁有這些領土，不必經過冊封儀式。更進一步，條約為所有英王當下掌控之島嶼給予頭銜，並使法蘭西不再有宗主權。阿基坦公爵之頭銜被以阿基坦之王取代。
在另一方面，英格蘭放棄都蘭公國、安茹與曼恩伯爵頭銜，以及布列塔尼和佛蘭德伯國的宗主權。同時英王也放棄所有對法蘭西王位的宣稱。
布勒丁尼的條文主要目的為解放英格蘭對法蘭西的封建義務，免去造成眾多衝突的主因。英格蘭經過考量，將領土集中在阿基坦以及周邊地區。另外英格蘭也恢復庫唐斯主教在奧爾德尼島的教區，那裡在1228年時被英王剝奪。
約翰二世必須支付三百万埃居作為法王的贖金，並在支付一億後釋放。這個事件也促使法蘭西首次發行法郎，等值於1法鎊（20蘇勒德斯）。作為支付剩餘贖金的保證，約翰將兩位兒子：安茹公爵路易和貝利公爵約翰；以及多名王子和貴族、四位巴黎市民、以及法蘭西19座重要城市各兩名市民送往英格蘭為人質。
1360年10月26日於加萊，此條約經過兩位國王與各自長子：黑太子愛德華與王太子查理批准與宣誓後生效。愛德華三世接著終於撤退回英格蘭。

## 毀約
約翰二世交出人質後，回到法蘭西為贖金募資。1362年，約翰的兒子安茹的路易從英格蘭控制下的加萊逃脫。做為俘虜的路易逃脫有違契約精神，讓約翰二世感到愧疚，自願回到英格蘭接受監禁。約翰在1364年於監禁中逝世，王太子查理繼位為查理五世。1364年，法王以愛德華三世違反條約為名再度向英格蘭開戰。
到了1377年，愛德華三世去世時。英格蘭的領地被法軍收復到只剩西南方波爾多周邊。

## 影響
這份條約並沒有帶來長久的和平，但是至少為百年戰爭貢獻九年的喘息機會。在這段時間裡，法軍被捲進與納瓦拉和布列塔尼的戰爭中，兩者都有英格蘭在背後支援。但在法蘭西傳奇將領貝特朗·杜·蓋克蘭的帶領下鮮少敗退。